# Yaylacık, Nilüfer
Yaylacık là một xã thuộc quận Nilüfer, tỉnh Bursa, Thổ Nhĩ Kỳ. Dân số thời điểm năm 2011 là 2.076 người.